# Sas Figueretas
Las playas de la cala de Sas Figueretas (Ses Figueretes en catalán) están situadas al sur del mismo núcleo de la ciudad de Ibiza, en la isla del mismo nombre (comunidad autónoma de las Islas Baleares, España). 